# Andrew D. Chumbley
Andrew D. Chumbley (Essex, 15 settembre 1967 – Essex, 15 settembre 2004) è stato uno scrittore, artista e poeta inglese.

## Biografia
Ha vissuto tutta la sua vita nelle zone rurali dell'Essex, dove si immerse nel multiforme percorso dell'Arte dei Saggi. La sua posizione di Magister of the Cultus Sabbati e la sua influente scrittura fecero sì che Chumbley ebbe un'enorme influenza sulla scena occulta, non solo in relazione all'Arte Tradizionale, ma anche all'interno delle consuetudini più legate ai sortilegi in generale.
Chumbley si considerava lo scrivano del suo demone, e mentre si possono cogliere le linee di ispirazione nel lavoro di Austin O. Spare così come nella sua tecnica, il suo stile è rimasto unico. Nel suo lavoro magico trasse influenze dal sufismo, dal tantra, dal chod e dal cristianesimo, sia gnostico che ortodosso. Queste influenze devono essere viste come naturali, dato che l'opera principale di Chumbley era incentrata sulla quintessenza magica riflessa nella ricca tradizione dei "Misteri sabbatici" - che è il termine coniato da Chumbley per la specifica attribuzione dell'Arte Tradizionale.
Ha presentato questa specifica forma d'arte attraverso numerosi saggi, soprattutto in The Cauldron e nei suoi libri pubblicati. I suoi libri non sono mai stati libri nel senso ordinario. Non erano libri sulla magia, ma libri di magia. Questi libri sono stati tutti pubblicati da Xoanon, che era ed è l'ente pubblico di Cultus Sabbati.

## Libri
- Azoëtia, 1992 e ripubblicato nel 2002
- Qutub - Il Punto, 1995 (pubblicato da Xoanon e Fulgur)
- Uno - Il Grimorio Del Rospo Dorato, 2000
- Il Grimorio Draconiano, stampato e distribuito privatamente.